# Hans Wallén
Hans Carl Johan Wallén (19 de janeiro de 1961) é um velejador sueco, medalhista olímpico. Ele competiu nos Jogos Olímpicos de Verão de 1996 na classe Star e conquistou a medalha de prata ao lado de Bobby Lohse. Juntos, ambos também conseguiram a prata no Campeonato Mundial de 1993 em Kiel.